# 翻白繁缕
翻白繁缕（学名：Stellaria discolor）为石竹科繁缕属的植物。其种加词“discolor ”意为“异色的”。分布在俄罗斯、日本、蒙古以及中国大陆的内蒙古、陕西、黑龙江、辽宁、吉林、河北等地，生长于海拔3,000米的地区，常生于山间草地、林缘以及林下湿润处，目前尚未由人工引种栽培。

## 别名
异色繁缕（中国高等植物图鉴）

## 变种
- 原变种 Stellaria discolor var. discolor
- Stellaria discolor var. ramipilosa Y.S.Lian